# ボンLRT

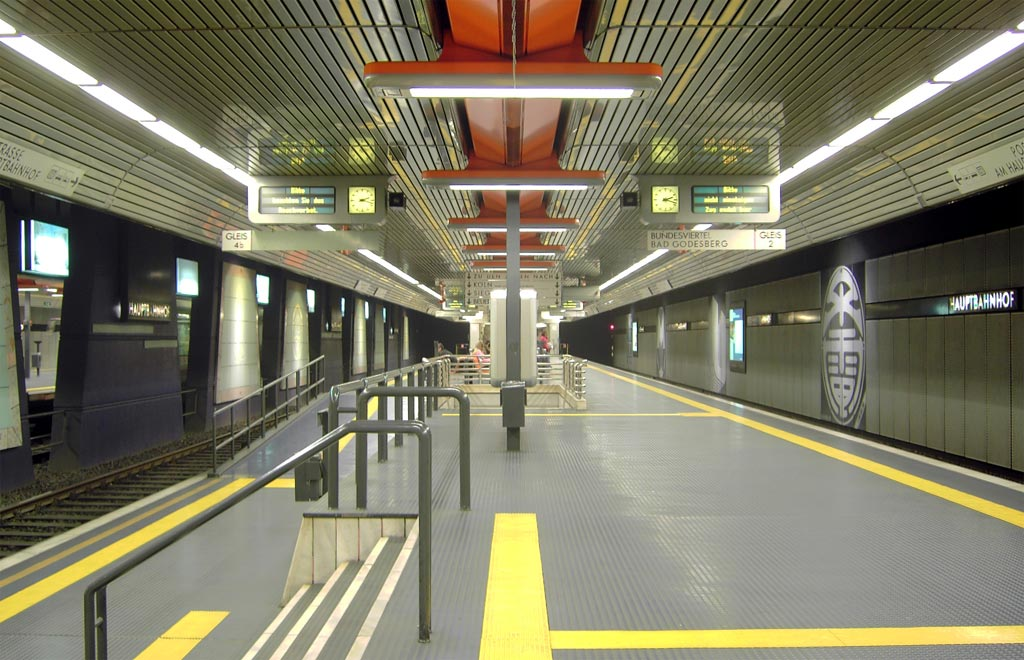
ボン中央駅（地下）

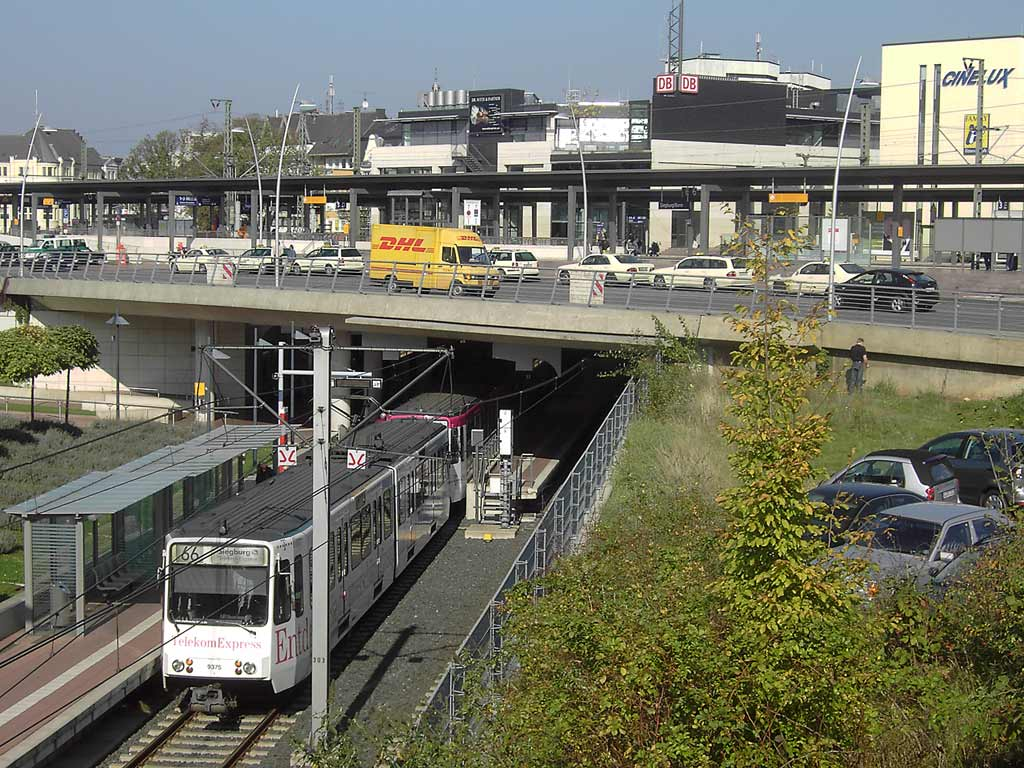
ジークブルク駅と66号線

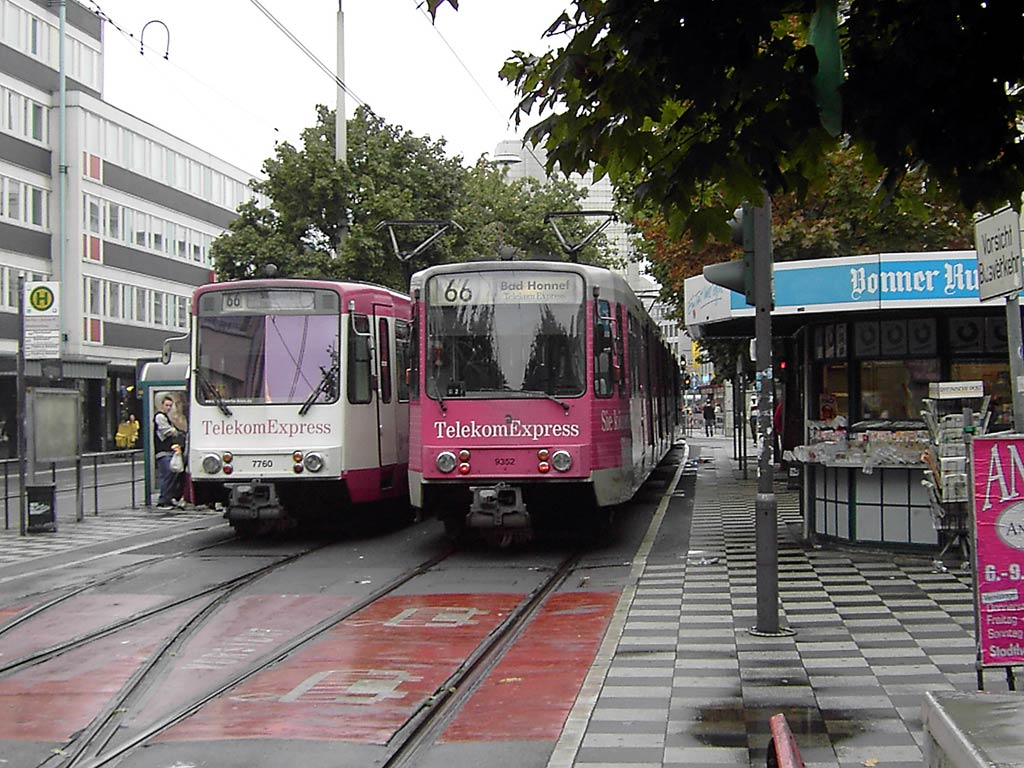
市街風景

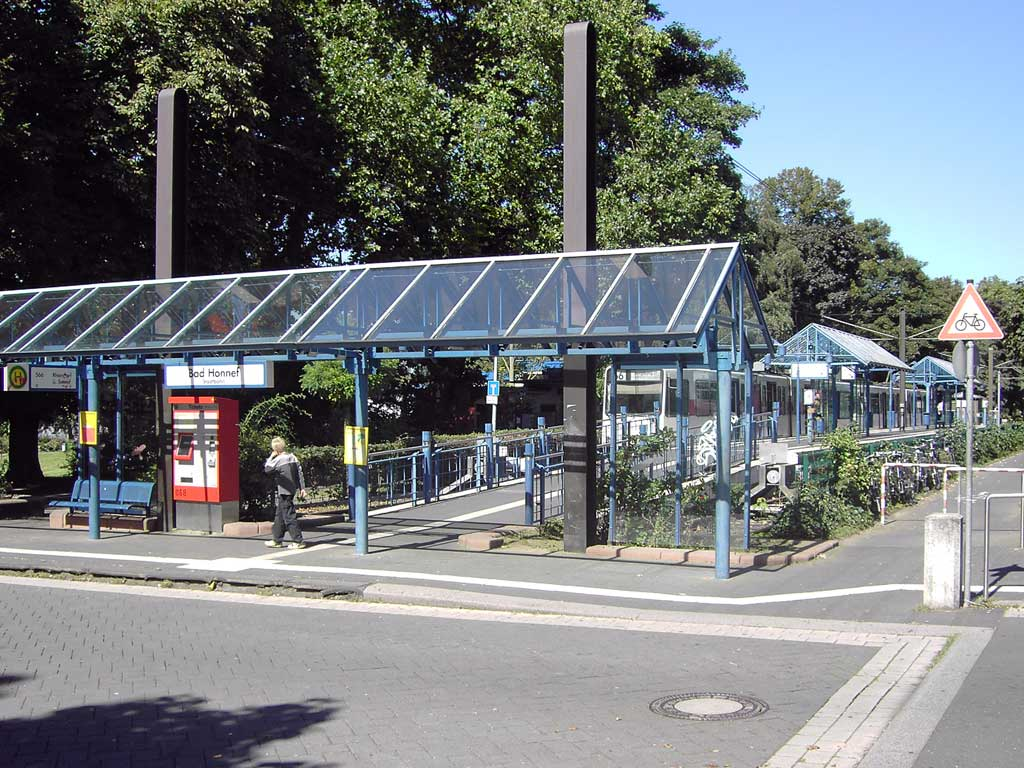
バート・ホネフ駅

ボンLRT（Stadtbahn Bonn）は、ドイツ・ボンで運行されているライトレール（ドイツではStadtbahn（シュタットバーン）と呼ばれる）。全部で6系統（路面電車と定義されている路線は除く）が存在する。ボン市が出資するボン市交通公社（Stadtwerke Bonn Verkehrs GmbH：SWB）による運営である。

## 概要
ボン中央駅から南東方面に5駅が地下化されており、これに各方面から路線が直通している。

## 各路線の特徴
いくつかある路線の内、ライン川沿いに北上する路線は、都市間電車であったケルン・ボン鉄道（KBE）の路線を取り込んだもので、ケルンのシュタットバーンとの相互乗り入れを行っている。川沿いを走る16系統（および途中のタンネンブッシュ中で折返しの63系統）と山麓を走る18系統（および途中のボルンハイム（Bornheim）で折返しの68系統）の2路線がある。
一方、ライン川を越えて、北東に存在するジーク川を超えて郊外の都市ジークブルク（Siegburg）には66、67系統が通じている。郊外電車であるジーベンゲビルクス鉄道（SSB）を取り込んだ路線の一部である。2000年にフランクフルト・アム・マインとケルンを直結するICE専用の高速新線が開通し、途中に位置するジークブルクに新たな停車駅が置かれた。そのため、66系統はICEの駅とボン中心部を結ぶ重要な役割を果たすことになった。
市の南側からは、ライン川左岸にあるバート・ゴーデスベルク（Bad Godesberg）からは、16、63、67の各系統が乗り入れている。ボン・バートゴーデスベルク・メーレム電気軌道の一部区間を取り込んだものである。
また、ライン川右岸のバート・ホネフ（Bad Honnef）から66系統が乗り入れている。